# Símbolos de Europa
Una serie de símbolos de Europa han surgido a lo largo de la historia. Dependiendo del símbolo, que pueden aplicarse a Europa en su conjunto, la unidad europea o simplemente a la Unión Europea (UE). Símbolos más conocidos fueron creados por el Consejo de Europa (CoE) en los años 1950 y 1960, y si bien estos símbolos tenían la intención de representar a Europa en su conjunto, a lo largo de las últimas décadas dichos símbolos se asocian más a la UE después de su adopción por dicha organización. Además de las de identidad paneuropea, la UE ha creado símbolos adicionales para sí mismo a través de la integración europea, que ha dado lugar a la constitución de una ciudadanía, himno, lema y día.

Bandera europea.

## Unión Europea

Estados miembros de la UE que firmaron la declaración adicional al Tratado de Lisboa afirmando su compromiso y lealtad a los símbolos europeos:
Firmantes de la declaración (16).
No firmantes de la declaración (11).

Por símbolo de la Unión Europea podemos entender cualquiera de los elementos que son tomados oficialmente como identificativos por esta entidad supranacional. Con la entrada en vigor del Tratado de Lisboa, los símbolos de la UE como la bandera, el lema, el himno o el Día de Europa no son jurídicamente vinculantes, aunque todos ellos se encuentran en uso. Pese a esto, dieciséis países miembros declararon su lealtad a los símbolos de la Unión Europea en una declaración anexa al tratado.
En la declaración n° 52 del Tratado de Lisboa firmado en 2007, la mayoría de los Estados miembro de la UE manifestaron que la bandera, el himno, la  divisa, el Día de Europa, y el Euro en tanto que moneda de la UE, “seguirán  siendo, para  ellos, los símbolos de la pertenencia común de los ciudadanos a la UE y de su relación con ésta”.
En 2017, el presidente francés Emmanuel Macron tomó medidas que hicieron que Francia adoptase oficialmente los símbolos europeos descritos en la declaración n° 52. En una carta dirigida al entonces presidente del Consejo Europeo, Donald Tusk, Macron anunció que Francia se unía a los otros 16 Estados miembros que reconocen la bandera azul con 12 estrellas y los otros símbolos de la UE. Previamente, el día de su elección en mayo de ese año Macron había dispuesto que justo antes de su primer discurso como presidente electo, se interpretase el himno europeo. Desde entonces pronunció varios discursos proeuropeos, pidiendo una refundación de la Unión Europea.
- La Bandera de la Unión Europea o bandera de Europa[6] está formada por doce estrellas doradas dispuestas en círculo sobre fondo azul.[7] Fue diseñada por Arsène Heitz, un pintor de Estrasburgo, con el propósito manifiesto de que fuera utilizada por el mayor número de organizaciones posible, fomentando así la integración de Europa. Este es el símbolo de unión de los estados europeos, siendo asumida como tal, por la Unión Europea y por el Consejo de Europa,[8] que son entidades políticas diferentes y abarcando cada una a distintos estados europeos. El número de estrellas no tiene nada que ver con el número de Estados miembros. Hay doce estrellas porque el número doce es tradicionalmente el símbolo de la perfección, lo completo y la unidad. Por lo tanto la bandera no cambia con las ampliaciones de la UE.[9]

- El lema oficial de la Unión Europea es en español: Unida en la diversidad.[10] Todas sus traducciones, en los otros 22 idiomas de la Unión Europea, así como la versión en latín, In varietate concordia, la cual también se usa como un compromiso,[11] tienen idéntico estatus oficial. El lema europeo se adoptó por primera vez en mayo de 2000, mediante un proceso no oficial, a saber, un concurso que contó con la participación de 80.000 estudiantes de los 15 países miembros de la Unión Europea en aquella época: Alemania, Austria, Bélgica, Dinamarca, España, Finlandia, Francia, Grecia, Irlanda, Italia, Luxemburgo, Países Bajos, Portugal, Reino Unido y Suecia.[12]

- El Himno de la Unión Europea o Himno Europeo[13] tiene su origen en la Oda a la Alegría (An die Freude en alemán), escrita por Friedrich von Schiller en 1785. En 1793 Ludwig van Beethoven conoció la obra del escritor alemán, y desde ese momento manifestó su inspiración y deseo de ponerle música. El 7 de mayo de 1824, diez años después de la Octava Sinfonía, Beethoven presenta en el Teatro de la Corte Imperial de Viena su Novena Sinfonía cuyo cuarto y último movimiento lo concibió para ser interpretado por un coro y solistas basándose en la "Oda a la Alegría". En el año 1972 el Consejo de Europa adoptó la oda como himno.[13] Posteriormente, Herbert von Karajan, accedió a una petición del Consejo de Europa de escribir tres arreglos instrumentales para piano (solo), viento y orquesta sinfónica. Finalmente, en 1985, la Unión Europea también adoptó la oda como Himno de la Unión, siendo interpretado por primera vez de manera oficial el 29 de mayo de ese mismo año.[13]

- El Día de la Unión Europea o Día de Europa se celebra el 9 de mayo de cada año, en recuerdo de la misma fecha en 1950, cuando el ministro francés de Exteriores, Robert Schuman, hizo la célebre declaración que originó la creación de la primera Comunidad Europea: la del Carbón y el Acero.[14][15] Esta propuesta, conocida como Declaración Schuman, se considera la acción primordial de la creación de lo que actualmente es la Unión Europea.[14][16]

### Insignia presidencial

Presidencia alemana del Consejo de la Unión Europea (2007).

Desde la década de 1990, todos los de la presidencia del Consejo de la Unión Europea ha tenido sus propias insignias, que sigue a gran parte de la vida política de la UE en el período de seis meses de duración de las presidencias.